# 테러리스트 (1984년 영화)
《테러리스트》(영어: The Little Drummer Girl)는 미국에서 제작된 조지 로이 힐 감독의 1984년 첩보 스릴러 드라마 영화이다. 다이앤 키턴 등이 출연하였고, 로버트 L. 크로퍼드 등이 제작에 참여하였다. 이 영화는 비평가들로부터 양분된 평가를 받았다.

## 출연진
- 다이앤 키턴
- 요르고스 보야지스
- 클라우스 킨스키
- 사미 프레
- 마이클 크리스토퍼
- 엘리 단케르
- 요나탄 사갈
- 줄리아노 메르
- 빌 나이
- 데이비드 수셰이
- 존 러카레이

## 기타 제작진
- 미술: 헨리 범스테드